# エリフ・トムソン
エリフ・トムソン（Elihu Thomson、1853年3月29日 - 1937年3月13日）は電気工学者で発明家であり、アメリカ合衆国、イギリス、フランスでの電気関連の大企業の創業者として知られている。

## 生涯
1853年3月29日、マンチェスター（イングランド）で生まれたが、1858年には一家でフィラデルフィアに移った。1880年、エドウィン・J・ヒューストンと共にトムソン・ヒューストンを創業。1892年、同社がエジソン総合電気社と合併し、ゼネラル・エレクトリック社となった。トムソンの名は他にも、British Thomson-Houston Company (BTH)、フランスのトムソン社（現在はテクニカラー社と改称しているが、ブランドは残っている）やアルストム社の社名に残っている。トムソンが創業した会社は、イギリスのゼネラル・エレクトリック・カンパニー (GEC) の歴史や、フランスの Compagnie Générale d'Electricité（アルカテル・ルーセントの前身の1つ）の歴史にも関わっている。
トムソンは多才な発明家であり、700以上の特許を取得している。例えば、電力量計に使われている電磁誘導式電力計を発明している。トムソンは1909年、「過去30年間の電気に関する科学・工学・技術における賞賛に値する業績に対して」第1回のAIEE（後のIEEE）エジソンメダルを受賞した。皮肉なことに、トムソンとヒューストンは1877年から1878年ごろ、エジソンとの間で電磁波がエーテルを媒質としているかどうかについて激しい論戦を戦わせたことがある。
トムソンは国際電気標準会議の創立メンバーの1人でもあり、2代目の会長を務めた。
1920年から1923年まで、マサチューセッツ工科大学の学長を務めた。
トムソンはマサチューセッツ州スワンプスコットの自宅で亡くなった。その自宅は1976年にアメリカ合衆国国定歴史建造物に選ばれている。

## X線の安全性
X線は発見当初、科学的にも一般的にも単にのんきに物珍しがられただけで、健康被害があることは知られていなかった。しかしトムソンは、当初からX線などの放射線に危険があることを確信していた数少ない物理学者の1人であった。1896年、トムソンは意図的に1日20分だけX線を左手の小指に当てるという実験を数日間行った。その結果生じたこと（痛み、腫れ、硬化、紅斑、水ぶくれ）はトムソンらには危険性の証拠として十分だったが、世間一般を納得させたわけではない。

## 特許
トムソンは700以上の特許を取得した。トムソンの特許はトムソン・ヒューストン社で使い、後にゼネラル・エレクトリックが使った。
- アメリカ合衆国特許第 261,790号 Electric-Arc Lamp（電気アーク灯）
- アメリカ合衆国特許第 283,437号 Electric Lamp（電灯）
- アメリカ合衆国特許第 297,200号 Electric-Arc Lamp
- アメリカ合衆国特許第 302,963号 Regulator For Dynamo-Electric Machines（発動機用レギュレータ）
- アメリカ合衆国特許第 335,159号 System Of Electric Distribution（送電システム）
- アメリカ合衆国特許第 350,956号 Automatic Compensator For Magnets（磁石の自動補償器）
- アメリカ合衆国特許第 367,469号 System Of Electric Distribution
- アメリカ合衆国特許第 360,122号 System Of Electric Distribution
- アメリカ合衆国特許第 403,707号 Process Of Electric Soldering（電気はんだ付け法）
- アメリカ合衆国特許第 451,345号 Method Of Electric Welding（電気溶接法）
- アメリカ合衆国特許第 461,144号 Electric-Arc Lamp
- アメリカ合衆国特許第 461,856号 Mode Of Making Tools（ツール作成法）
- アメリカ合衆国特許第 478,145号 Electric-Arc Lamp
- アメリカ合衆国特許第 488,585号 Electric-Arc Lamp
- アメリカ合衆国特許第 500,629号 Electric Switch（電気スイッチ）
- アメリカ合衆国特許第 508,647号 Electric-Lighting System（電気照明システム）
- アメリカ合衆国特許第 501,114号 Lightning-Arrester（避雷針）
- アメリカ合衆国特許第 502,788号 Regulator For Electric Generators
- アメリカ合衆国特許第 518,291号 Mode Of Cooling Electric Motors（発動機冷却法）
- アメリカ合衆国特許第 735,621号 Electrostatic Motor（静電発動機）
- アメリカ合衆国特許第 1,078,225号 Electrical Welding Of Sheet Metal（金属板の電気溶接）

## 主な受賞歴
- 1889年 レジオンドヌール勲章受勲
- 1901年 ランフォード賞
- 1909年 エジソンメダル
- 1912年 エリオット・クレッソン・メダル
- 1916年 ヒューズ・メダル、ジョン・フリッツ・メダル
- 1925年 フランクリン・メダル
- 1927年 ファラデー・メダル